# Řád vycházejícího slunce
Řád vycházejícího slunce (旭日章, Kjokudžicu-šó, Hepburnův přepis Kyokujitsu-shō) je japonský řád založený roku 1875 císařem Meidžim. Byl prvním národním řádem udíleným japonskou vládou. Vzhled řádu v podobě paprsků vycházejícího slunce symbolizuje energii tak silnou jakou má samotné vycházející slunce. Tato symbolika je pro Japonsko jakožto „zemi vycházejícího slunce“ důležitá.

## Historie
Řád založil dne 10. dubna 1875 japonský císař Meidži a původně byl udílen pouze japonským mužům v osmi třídách. Dne 4. ledna 1888 byla k řádu přidána devátá, speciální třída. V roce 1981 byl řád zpřístupněn cizím státním příslušníkům (ačkoliv několik cizinců jím bylo vyznamenáno již před druhou světovou válkou) a od roku 2003 může být udělen i ženám (do té doby byl ženám udílen Řád drahocenné koruny).
Až do reformy řádu v roce 2003 byl řád udílen v devíti třídách. Během reformy byly dvě nejnižší třídy řádu zrušeny a zároveň z nejvyšší třídy vznikl nový řád, Řád květů paulovnie, s jedinou třídou velkostuhy.

## Pravidla udílení
Řád je udílen za vynikající úspěchy na poli mezinárodních vztahů, za povznesení japonské kultury, za pokroky přinášející zvyšování blahobytu nebo za ochranu přírody. Před druhou světovou válkou byl udílen také za vojenskou službu.
Ačkoliv se jedná v hierarchii japonských řádů až o třetí nejvyšší řád, je nejvyšším pravidelně udíleným řádem, neboť nejvyšší řád, Řád chryzantémy, je vyhrazen pro zahraniční hlavy států a příslušníky královských rodin a druhý nejvyšší řád, Řád květů paulovnie, se většinou udílí politikům.

Administrativu řádu zajišťuje Kancelář řádů vládní kanceláře v čele s předsedou vlády Japonska. Udílen je jménem císaře a může být udělen i posmrtně.

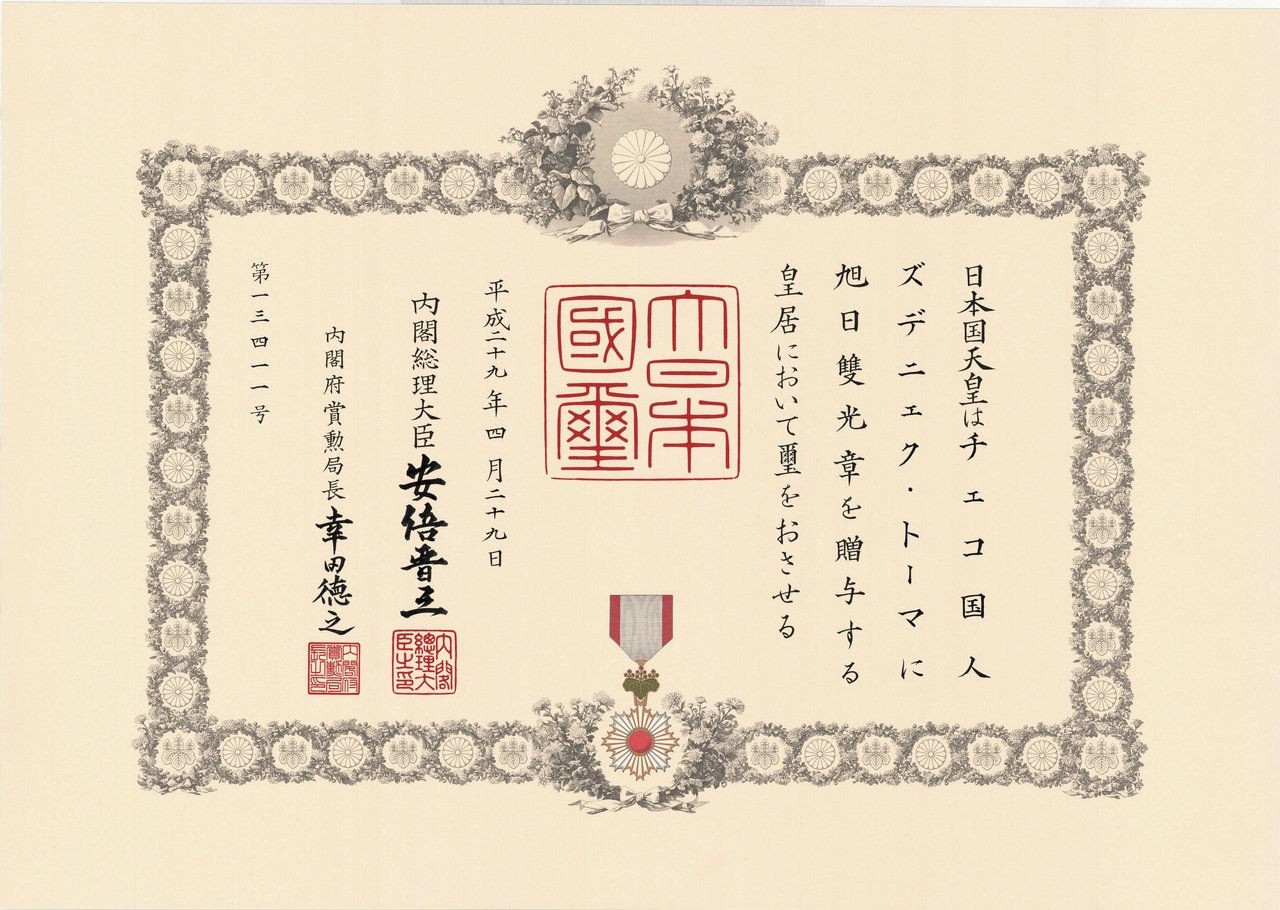
Osvědčení o udělení Řádu vycházejícího slunce se zlatými a stříbrnými paprsky (5. třída) pro Zdeňka Thomu
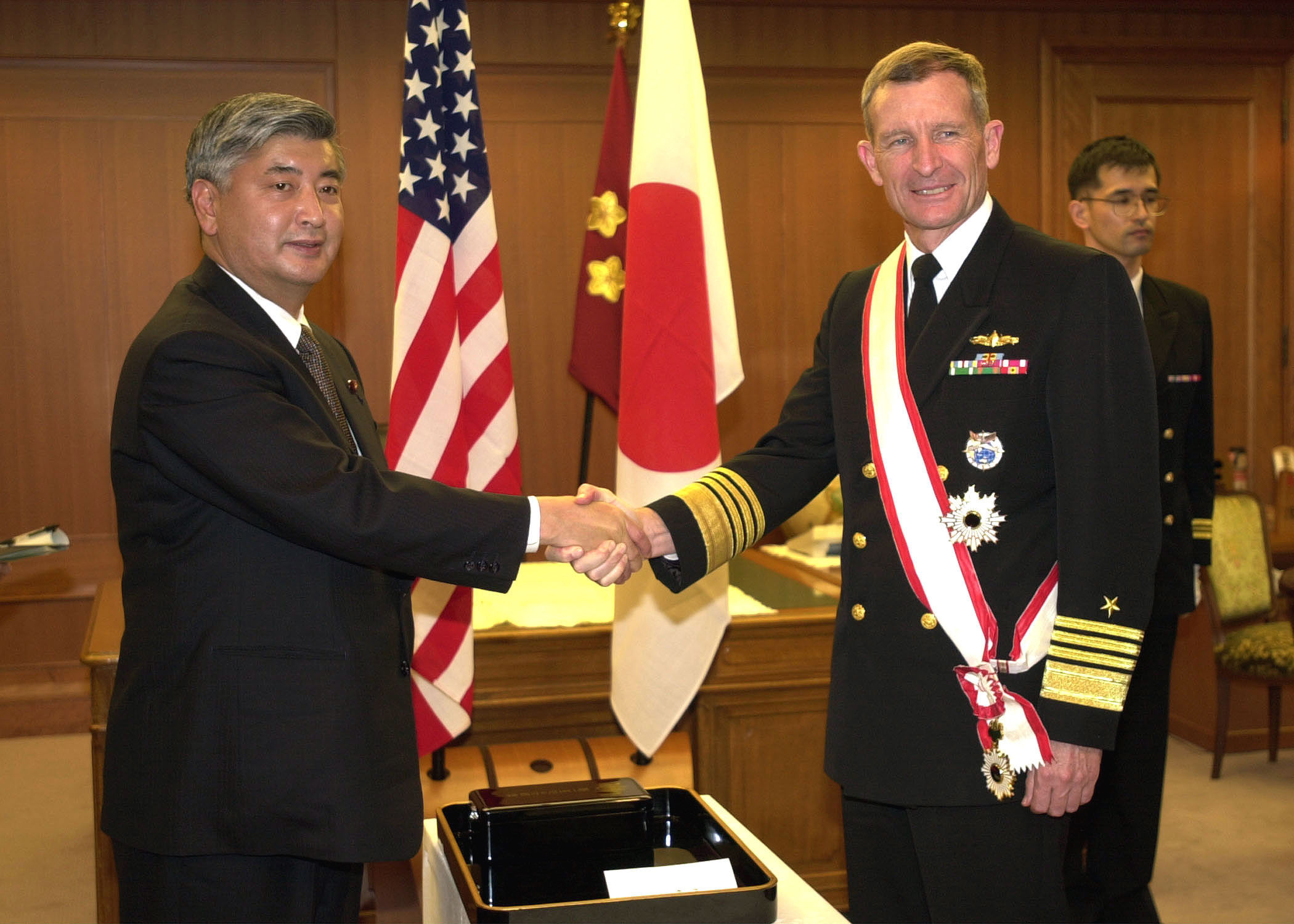
Americký admirál Dennis C. Blair je vyznamenáván Řádem vycházejícího slunce (2002)

## Insignie
Řádový odznak má tvar osmicípé hvězdy s červeným středovým kotoučem. V I. až IV. třídě je lem paprsků pozlacený, v V. třídě je u čtyř cípů pozlacený a u čtyř stříbrný a v VI. třídě je lem stříbrný. Každý cíp sestává ze třech bíle smaltovaných paprsků. Ke stuze je připojen pomocí přechodového prvku v podobě tří zeleně smaltovaných listů a fialově smaltovaných květů paulovnie. Řádový odznak VII. a VIII. třídy sestával ze stříbrné medaile ve tvaru tří listů a květů paulovnie, v případě VII. třídy smaltované.
Řádová hvězda má tvar stříbrné osmicípé hvězdy na které je položen řádový odznak.

Stuha je bílá s širokými červenými pruhy při okrajích.

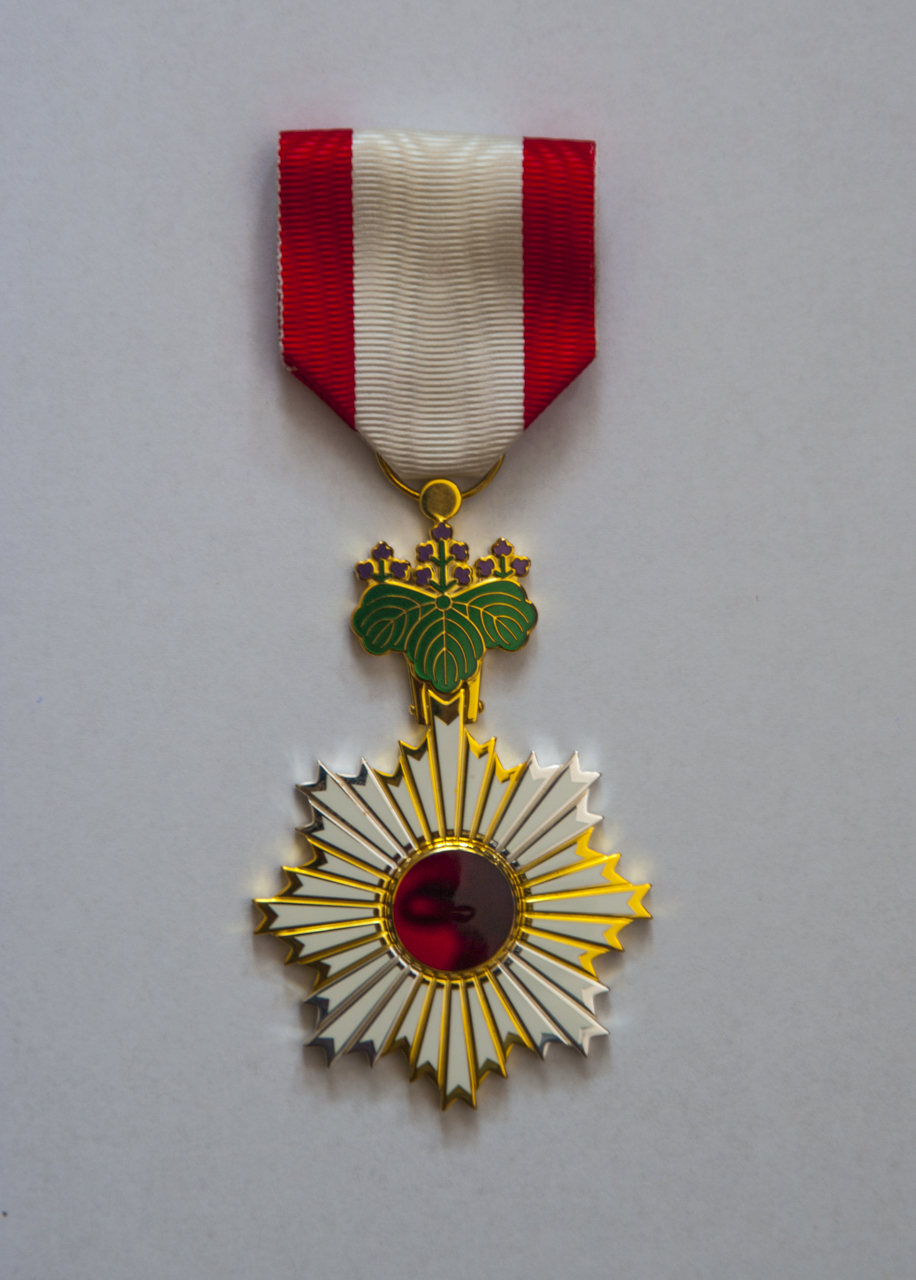
Řád se zlatými stříbrnými paprsky
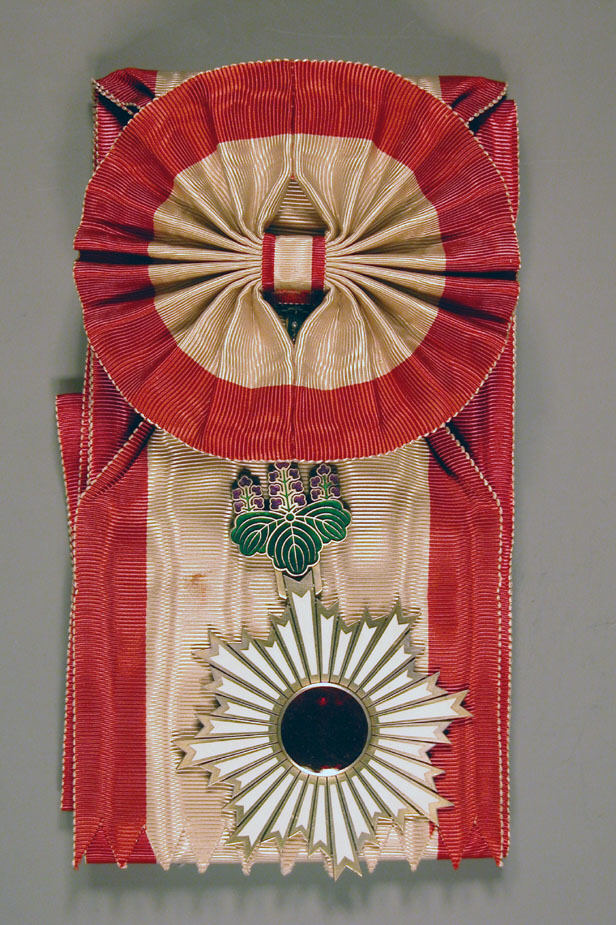
Velkostuha, 19. století
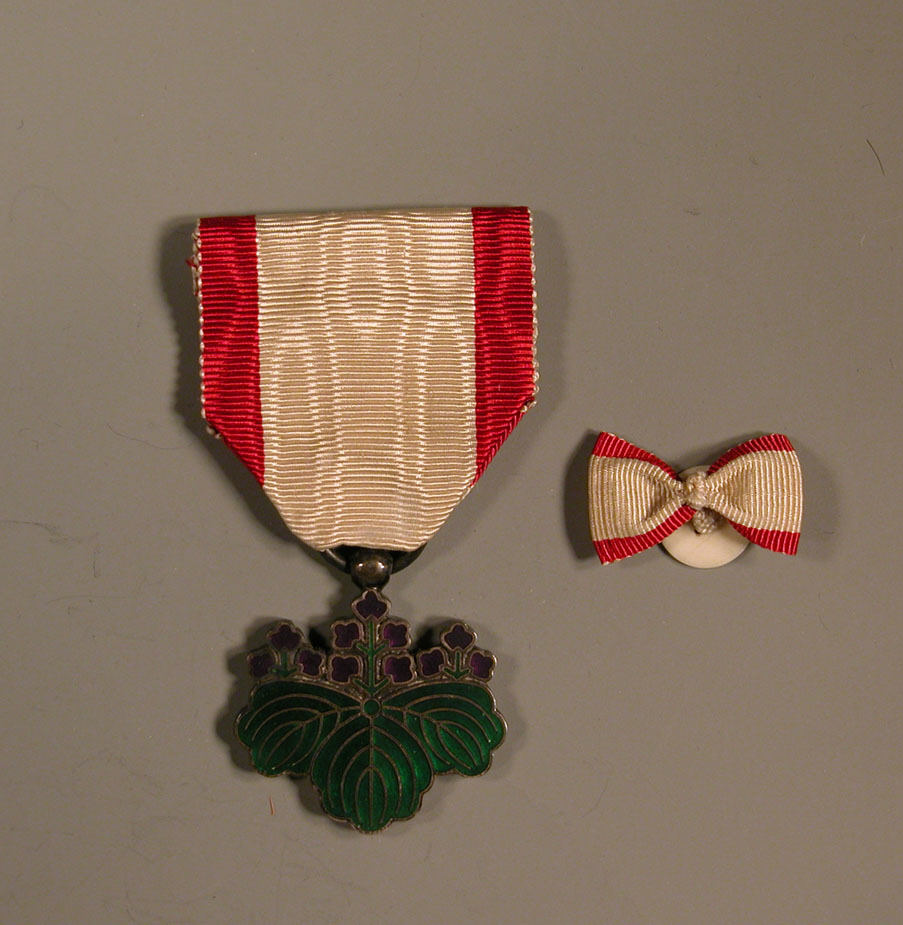
Řád VII. třídy
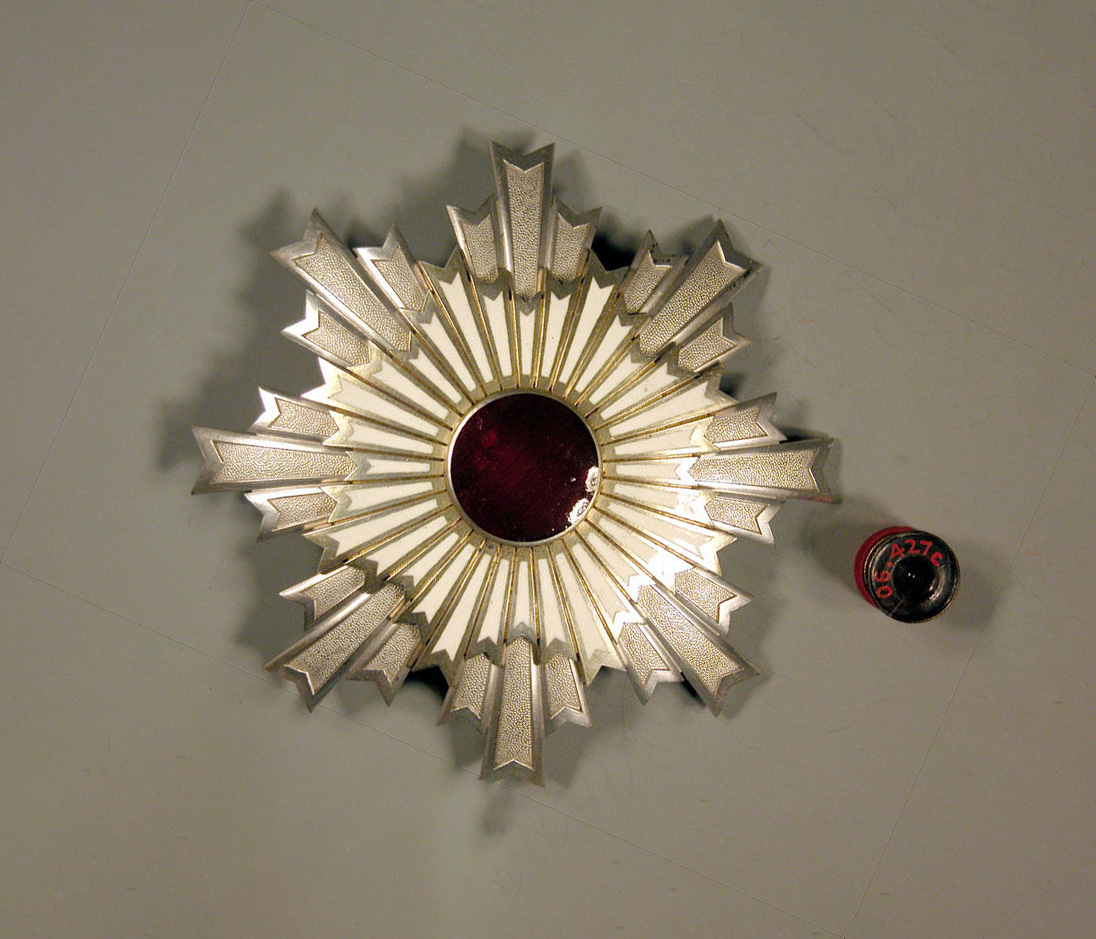
Řádová hvězda
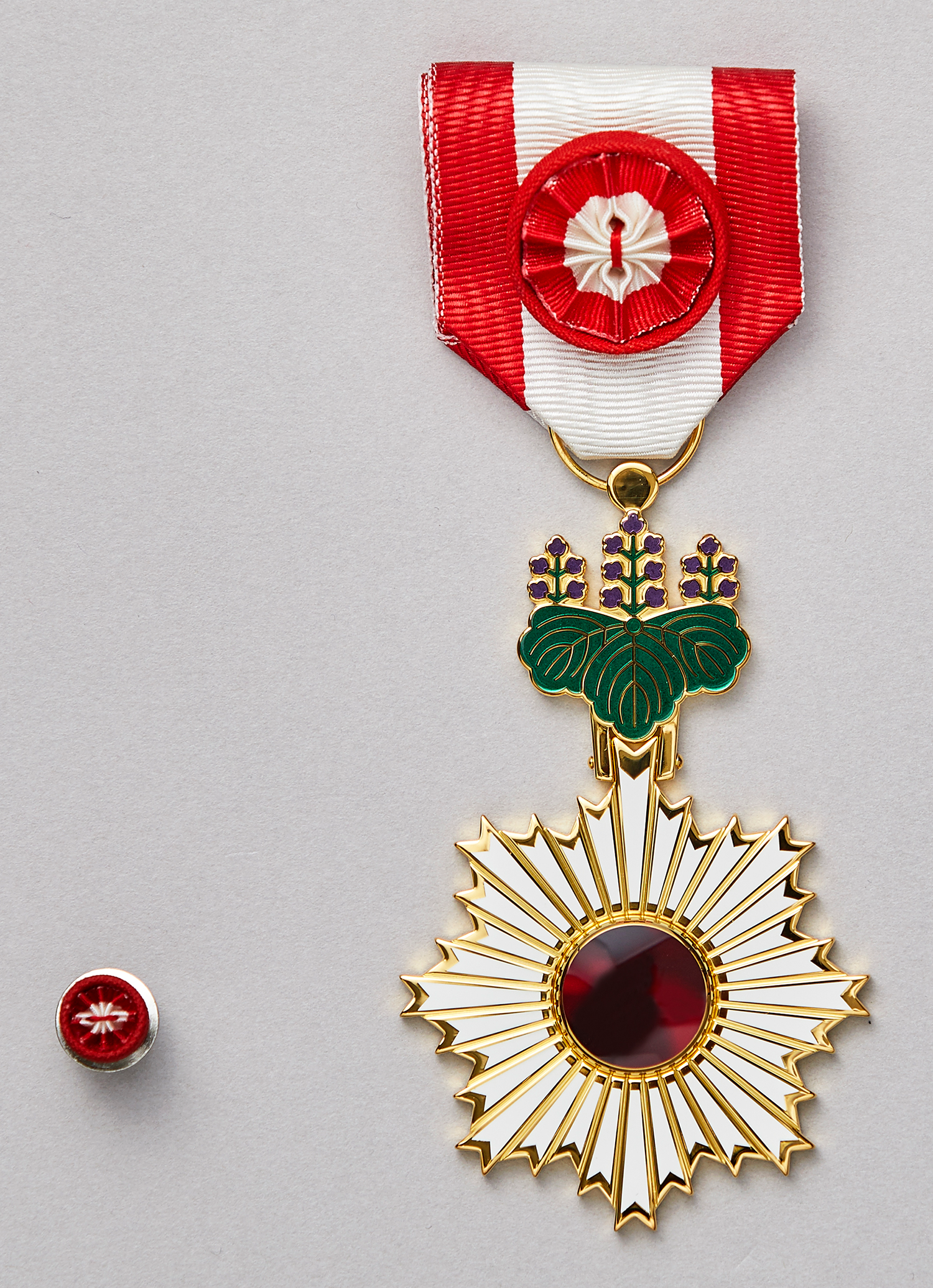
Řád se zlatými paprsky a rozetou

## Třídy
Do roku 2003 byl řád udílen v devíti řádných třídách. Obvykle je řád udílen i s diplomem, který je ve výjimečných případech doplněn o osobní podpis císaře. Od roku 2003 je řád udílen v šesti řádných třídách.
- velkostuha s květy paulovnie (od 2003 samostatný řád)
- I. třída – velkostuha (旭日大綬章) – Řádový odznak se nosí na široké stuze spadající z pravého ramene na protilehlý bok. Řádová hvězda se nosí nalevo na hrudi.
- II. třída – zlatá a stříbrná hvězda (旭日重光章) – Řádový odznak se nosí na stuze kolem krku. Řádová hvězda se nosí napravo na hrudi.
- III. třída – zlaté paprsky na stuze (旭日中綬章) – Řádový odznak se nosí na stuze kolem krku. Řádová hvězda této třídě již nenáleží.
- IV. třída – zlaté paprsky s rozetou (旭日小綬章) – Řádový odznak se nosí zavěšen na stuze s rozetou nalevo na hrudi.
- V. třída – zlaté a stříbrné paprsky (旭日双光章) – Řádový odznak se nosí zavěšen na stuze bez rozety nalevo na hrudi.
- VI. třída – stříbrné paprsky (旭日単光章) – Řádový odznak se nosí zavěšen na stuze bez rozety nalevo na hrudi.[4]
- VII. třída (青色桐葉章) – medaile zelených listů paulovnie (zrušena 2003)
- VIII. třída (白色桐葉章) – medaile bílých listů paulovnie (zrušena 2003)

| Řádové stuhy 1888–2003 | Řádové stuhy 1888–2003            | Řádové stuhy 1888–2003            | Řádové stuhy 1888–2003            | Řádové stuhy 1888–2003            | Řádové stuhy 1888–2003     | Řádové stuhy 1888–2003                      | Řádové stuhy 1888–2003                     |
| ---------------------- | --------------------------------- | --------------------------------- | --------------------------------- | --------------------------------- | -------------------------- | ------------------------------------------- | ------------------------------------------ |
|                        |                                   |                                   |                                   |                                   |                            |                                             |                                            |
| I. třída velkostuha    | II. třída zlatá a stříbrná hvězda | III. třída zlaté paprsky na stuze | IV. třída zlaté paprsky s rozetou | V. třída zlaté a stříbrné paprsky | VI. třída stříbrné paprsky | VII. třída medaile zelených listů paulovnie | VIII. třída medaile bílých listů paulovnie |

## Čeští nositelé
- Jaroslav Skála - pilot dálkového letu z Prahy do Tokia (1927 - LETOV Š-16)[5]
- Matěj Taufer - mechanik dálkového letu z Prahy do Tokia (1927 - LETOV Š-16)[5]
- Věra Čáslavská[6]

- Věnceslava Hrdličková[7]
- Zdenka Švarcová[8]
- Zdeněk Thoma[1]

- Vlasta Winkelhöferová[9][10]
- Vlasta Čiháková–Noshiro[11]
- Josef Lébl[12][13]
- Jan Kavan
- Jan Sýkora
- Vlastislav Matoušek
- Dana Drábová